# 광화문 마켓

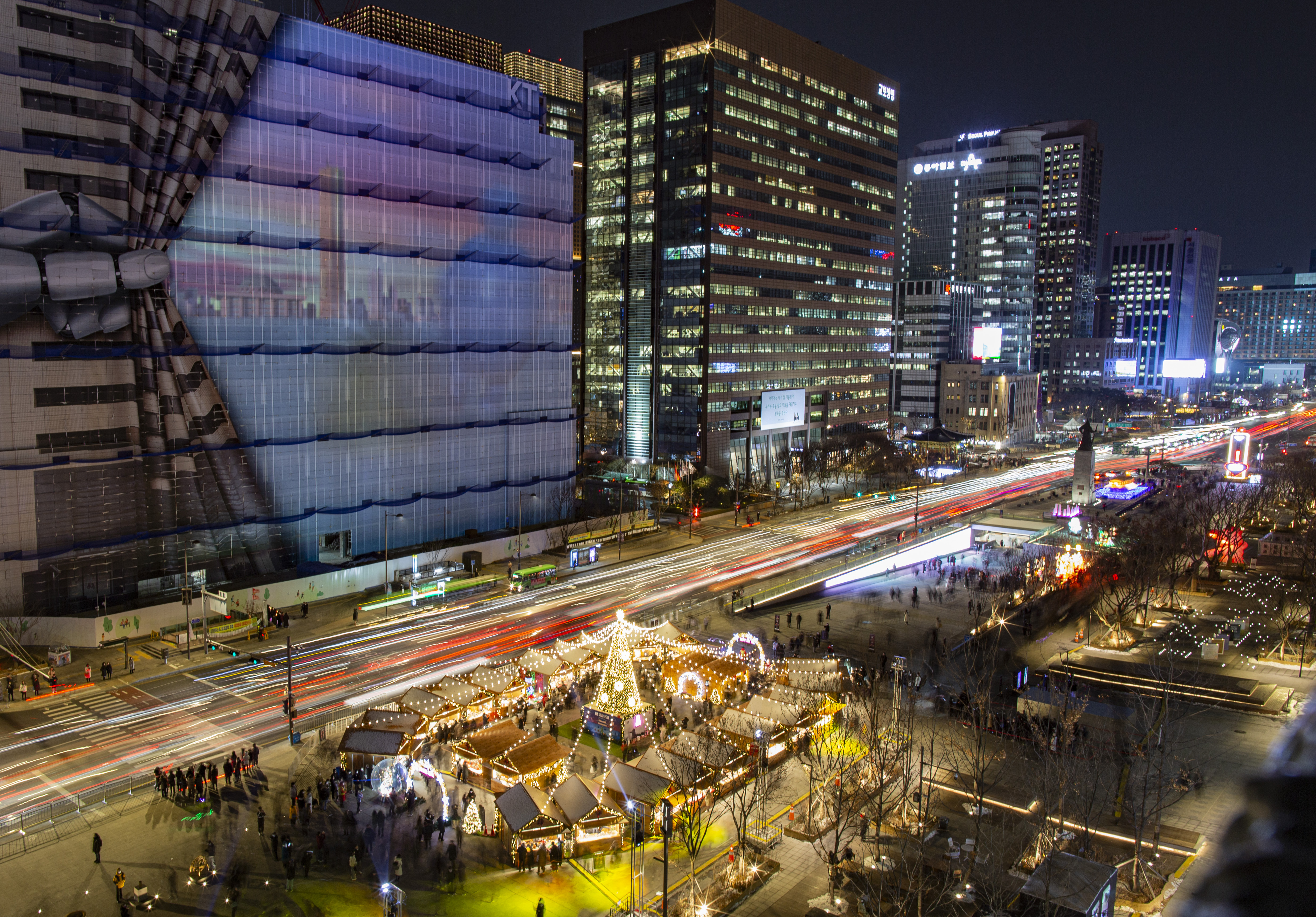
2022 광화문 마켓 전경

## 소개
| 광화문 마켓(Gwanghwamun Market)은 서울관광재단이 주최/주관하는 행사로 서울 야간관광 활성화와 지역 소상공인 지원을 위해 광화문광장 일대에서 펼쳐지는 크리스마스 마켓이다. 연말연시 분위기를 즐길 수 있도록 크리스마스 마켓 빌리지를 조성하고, 100여개의 지역 소상공인과 함께 다채로운 시즌 소품, 수공예품, 먹거리를 홍보 및 판매한다. |

## 찾아가는 길
- ● 수도권 전철 1호선, ● 서울 지하철 2호선 시청역 4번 출구
- ● 수도권 전철 5호선 광화문역 5번 출구
- ● 수도권 전철 1호선 종각역 4,5번 출구
- ● 서울 지하철 2호선 을지로입구역 2,3번 출구
- ● 서울 지하철 2호선, ● 수도권 전철 3호선 을지로3가역 1,2,4,5번 출구

## 축제 사진

### 2023년 사진

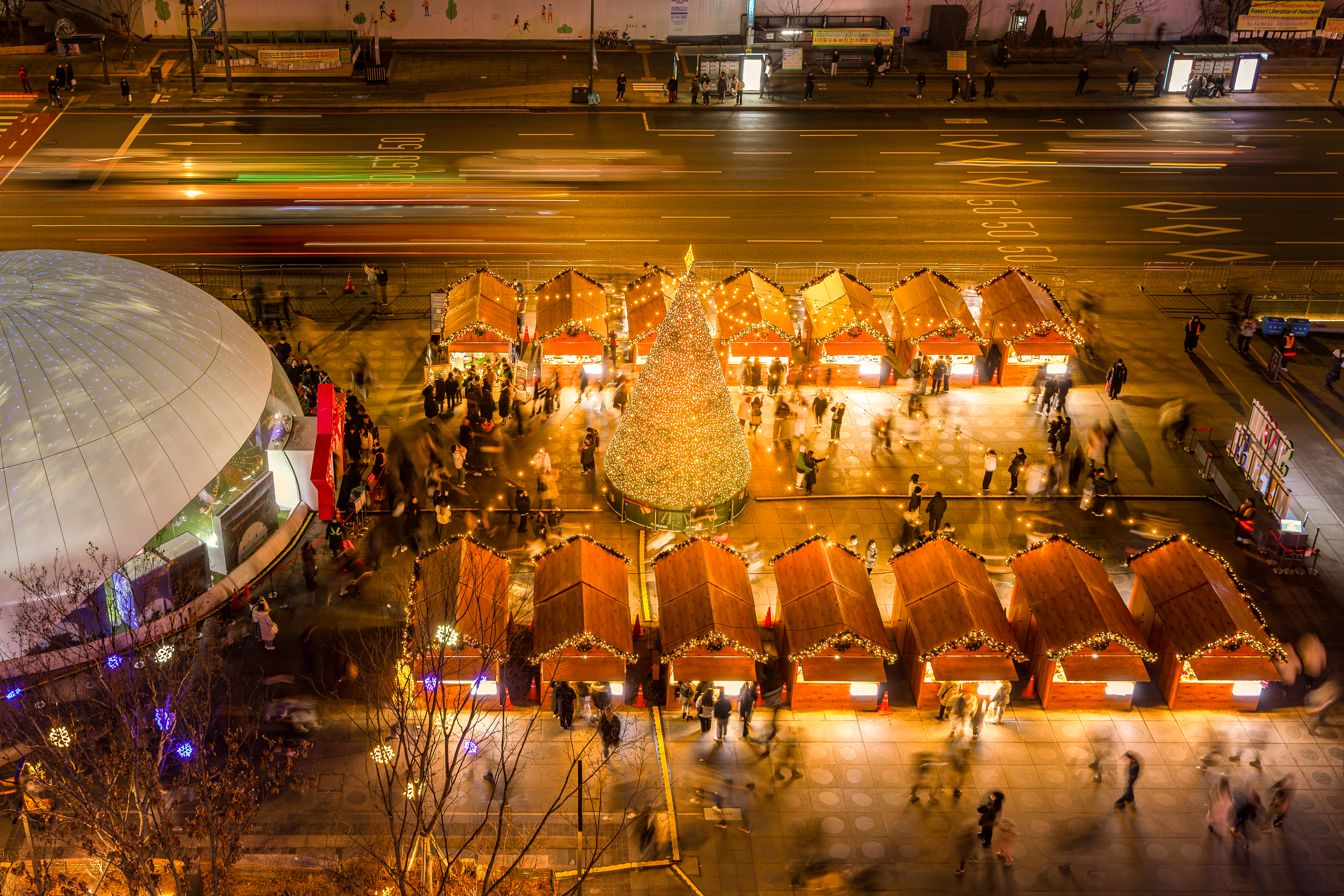
2023 광화문 마켓
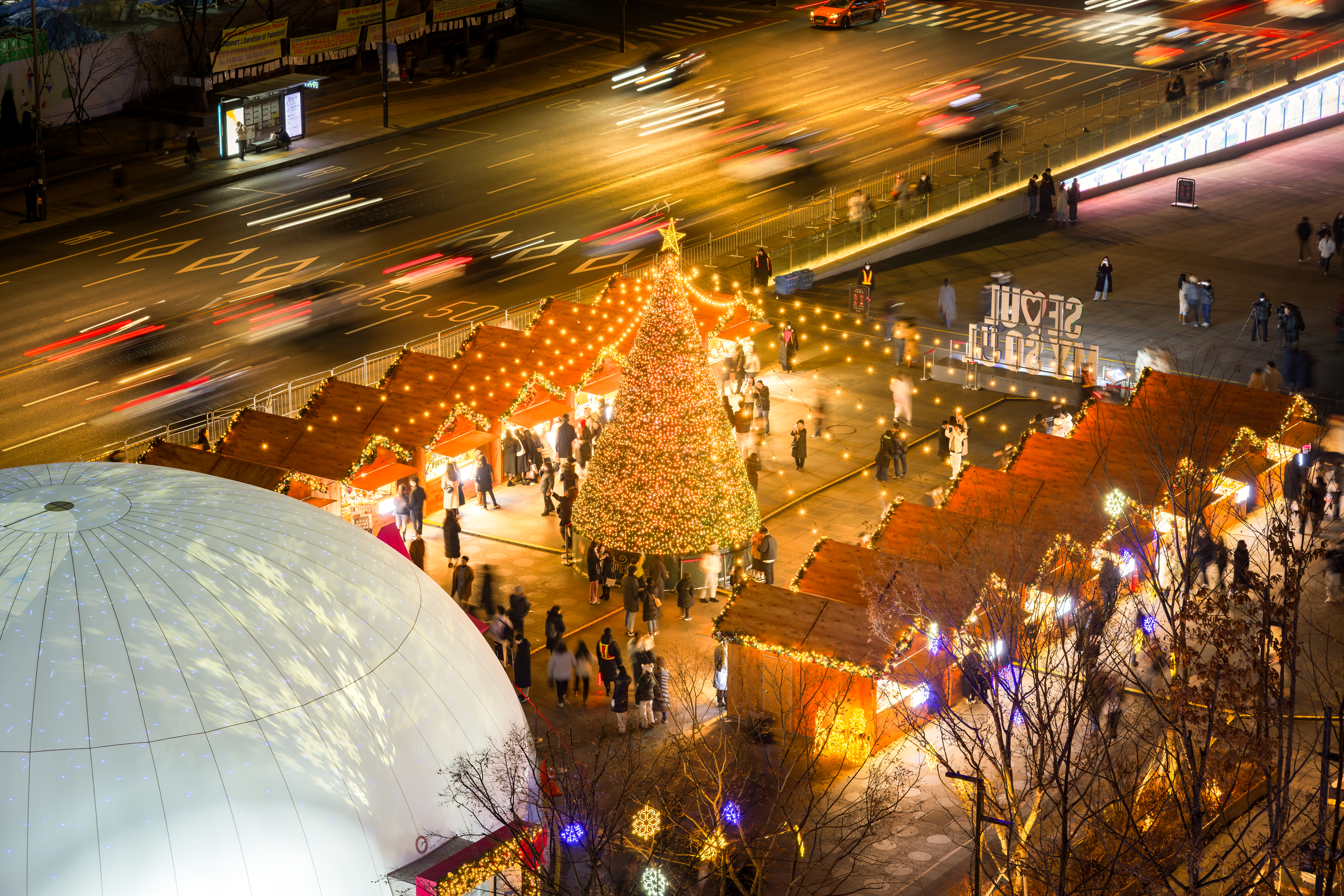
2023 광화문 마켓
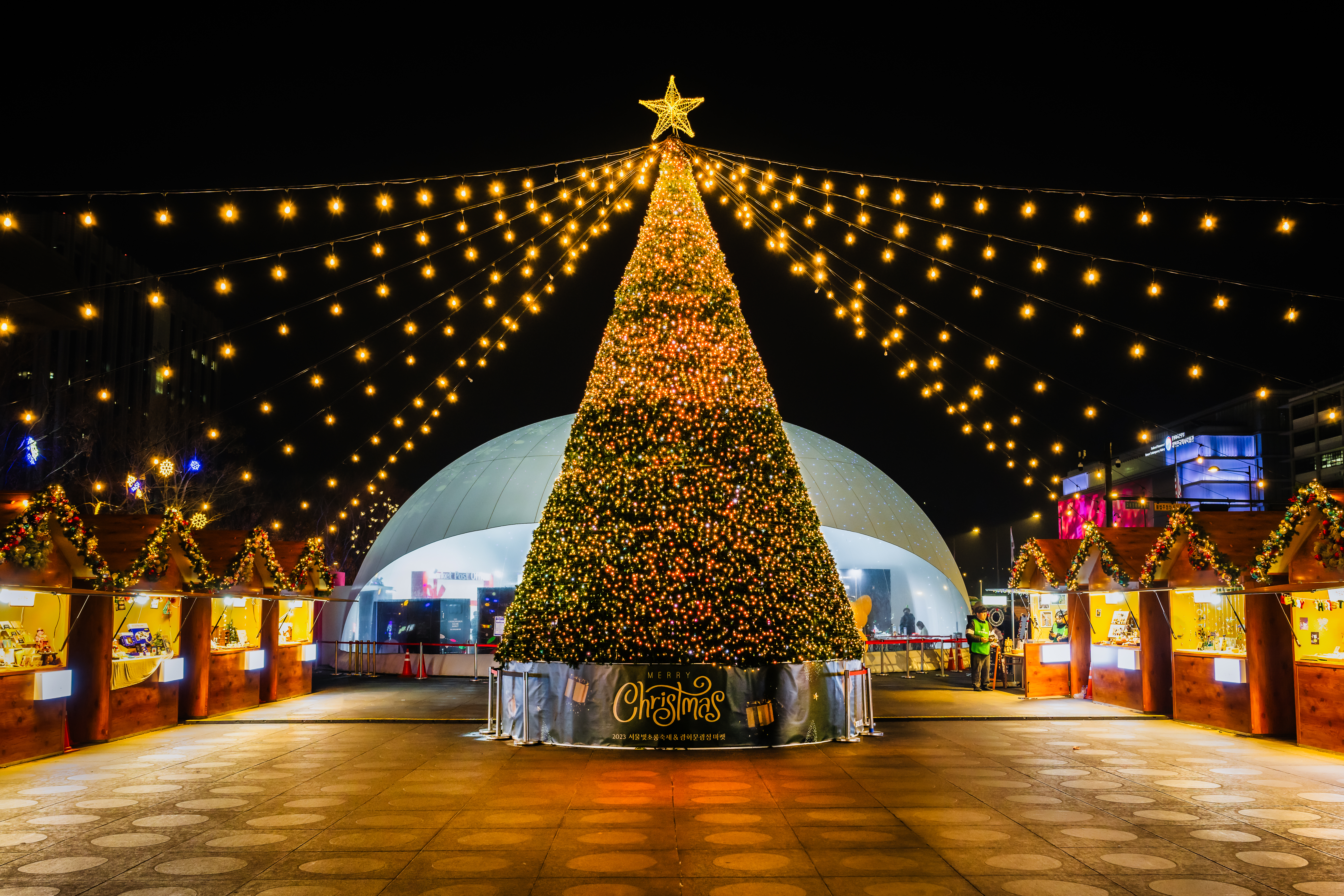
2023 광화문 마켓

### 2022년 사진

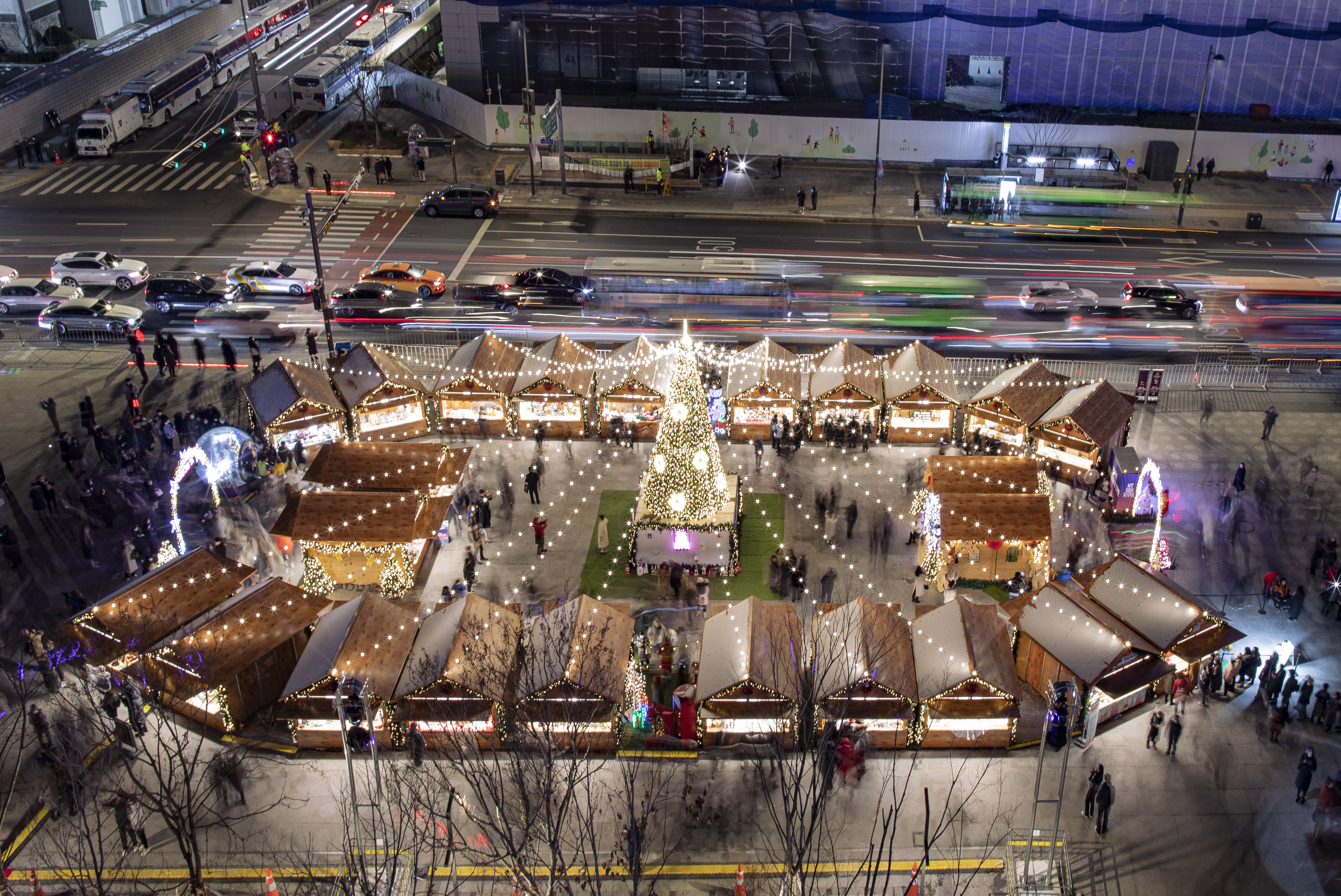
2022 광화문 마켓
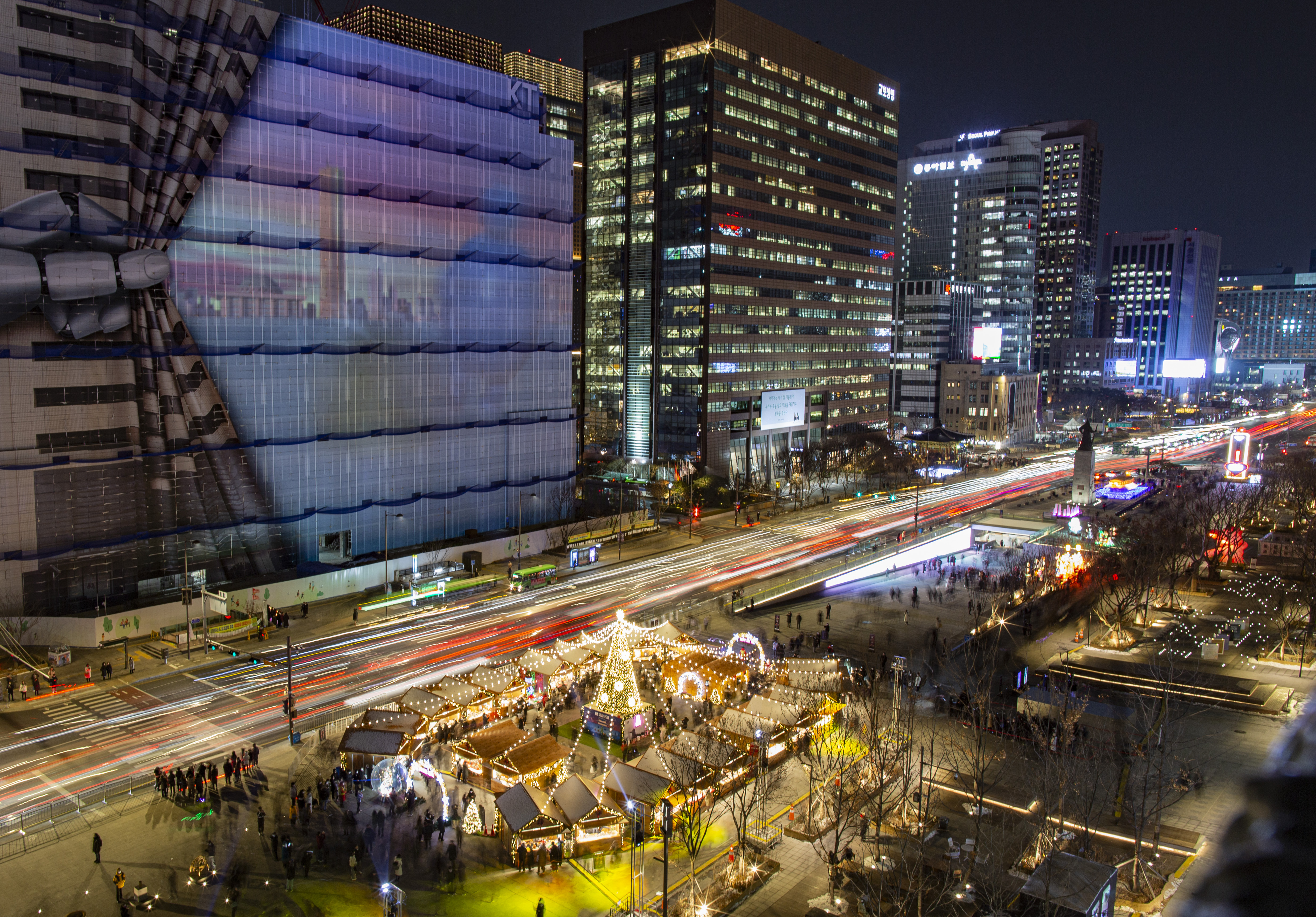
2022 광화문 마켓
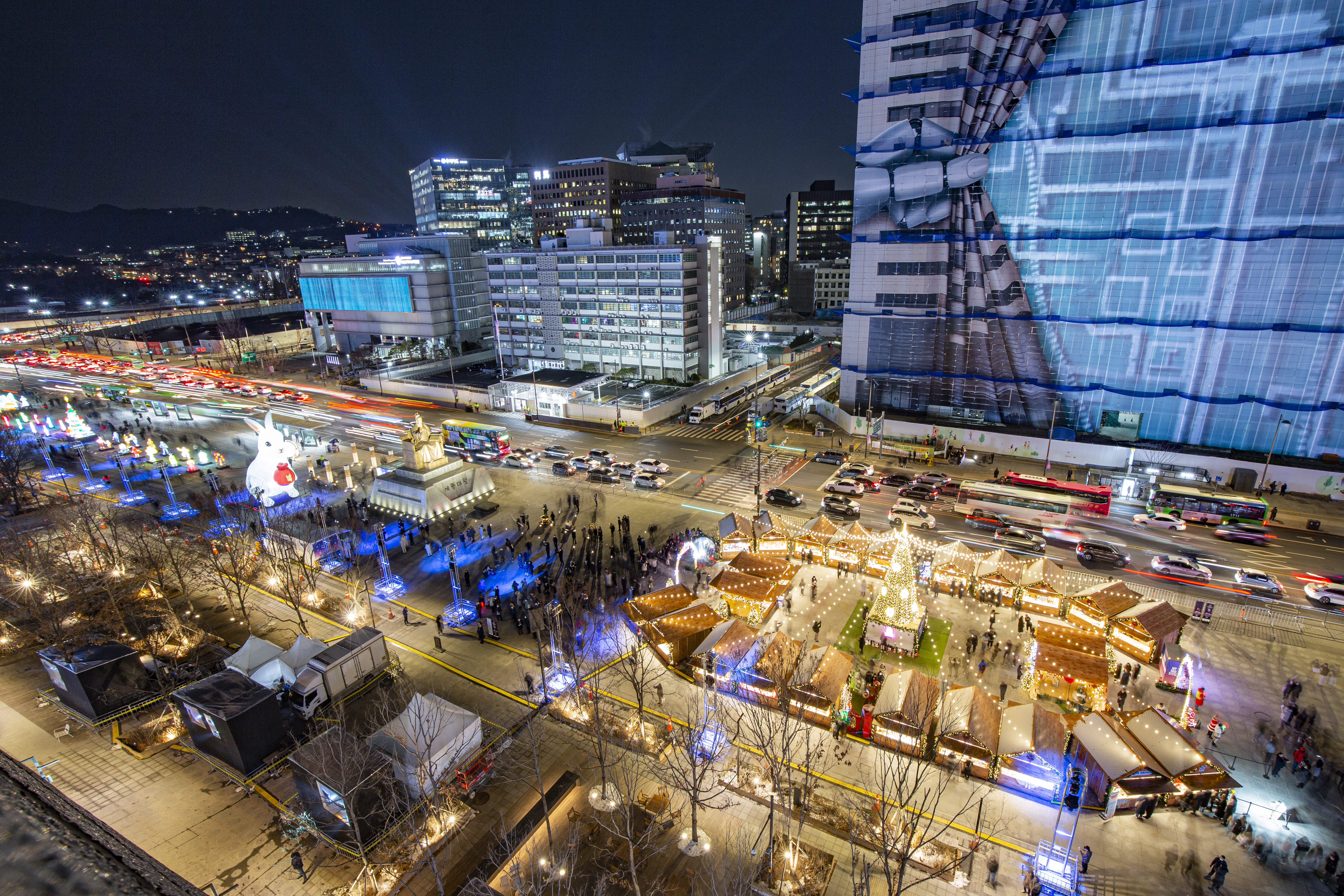
2022 광화문 마켓